# Мирне (Бобровицька міська громада)
Мирне — селище в Україні, Чернігівській області, Ніжинському районі. Населення — 600 осіб на 225 квартир і дворів. Входить до складу Бобровицької міської громади.

## Політика

### Парламентські вибори, 2019
На позачергових парламентських виборах 2019 року у селищі функціонувала окрема виборча дільниця № 740054, розташована у приміщенні контори ТОВ «Земля і воля».
Результати
- зареєстровано 483 виборці, явка 62,11 %, найбільше голосів віддано за «Слугу народу» — 47,81 %, за Всеукраїнське об'єднання «Батьківщина» — 16,16 %, за Радикальну партію Олега Ляшка — 6,73 %[2]. В одномандатному окрузі найбільше голосів отримав Сергій Коровченко (самовисування) — 27,05 %, за Дмитра Пахомова (Слуга народу) — 16,78 %, за Бориса Приходька (самовисування) — 15,07 %[3].